# Wasserturm Crailsheim

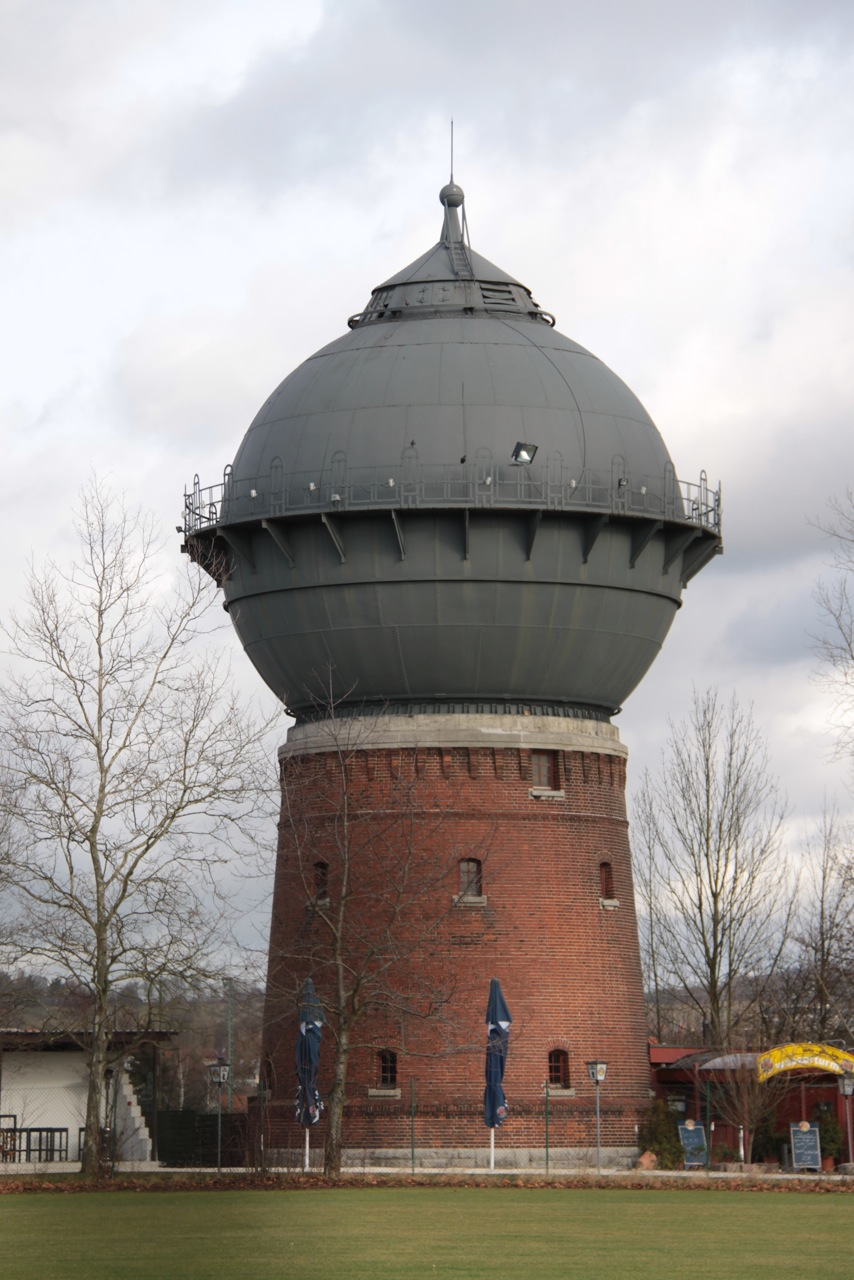
Wasserturm in Crailsheim, 2011

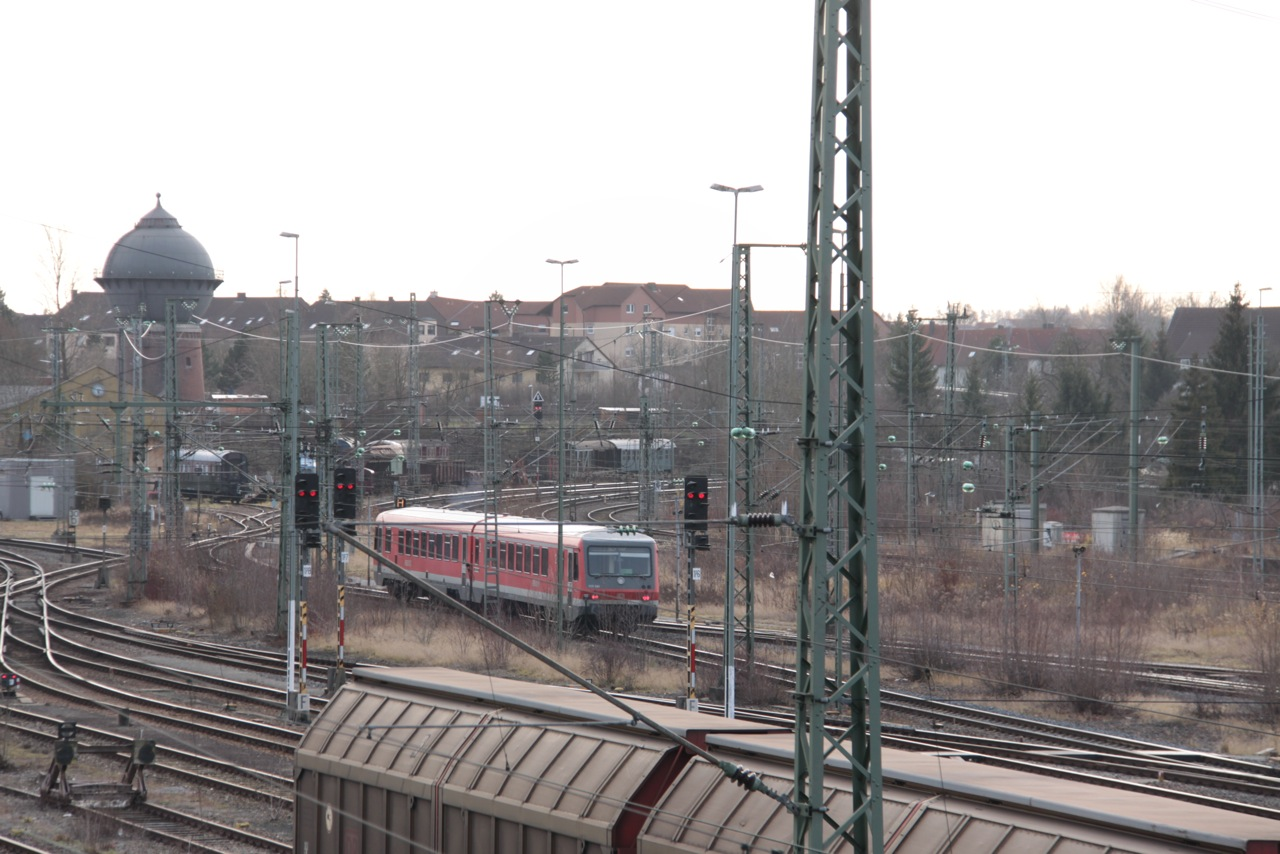
Blick auf den Wasserturm; im Vordergrund das Gleisvorfeld und Reste des ehemaligen Bahnbetriebswerks

Der Wasserturm Crailsheim (in der Fachliteratur auch Bahnwasserturm Crailsheim) ist ein im Jahr 1912 errichteter Wasserturm, der zur Versorgung der Dampflokomotiven im Bahnhof Crailsheim und im Bahnbetriebswerks Crailsheim diente. Heute steht er als Industriedenkmal unter Denkmalschutz und wurde bis 2022 gastronomisch genutzt.

## Lage
Der Turm steht auf einer leichten Anhöhe (415 m ü. NHN) südlich des früheren Bahnbetriebswerks im Crailsheimer Stadtteil Altenmünster und wirkt daher als Landmarke. In Sichtweite verlaufen westlich die Bahnstrecke Crailsheim–Heilbronn und östlich die Trasse der Oberen Jagstbahn. Die Zufahrt erfolgt heute über die Horaffenstraße, der Turm hat die Hausnummer 39.
Er dient als Namensgeber der nahe gelegenen Ortsstraße Am Wasserturm. Des Weiteren ist er eines der Motive für die Crailsheimer Unterrichtungstafeln „Türme an der Jagst“, die an den Bundesautobahnen A 6 und A 7 aufgestellt sind.

## Bauwerk
Der Wasserturm wurde 1912 von den Königlich Württembergischen Staats-Eisenbahnen errichtet und ist 23,7 Meter hoch. Sein Sockel hat einen Durchmesser von 9,78 Metern und ruht auf einem 2,2 Meter tief gegründeten Fundament aus Muschelkalkstein. Der aus roten Klinkern gemauerte Turmschaft ist rund 12 m hoch, einen guten halben Meter dick und verjüngt sich nach oben hin. Das Kranzgesims als oberer Abschluss des Schafts besteht ebenfalls aus Muschelkalkstein, darüber sitzt der von dem renommierten Dortmunder Stahlbau-Unternehmen August Klönne ausgeführte kugelförmige Stützboden-Behälter aus 6 mm starkem Stahlblech mit einem Fassungsvermögen von 600 Kubikmetern. Der Durchbruch des Einfüllrohrs befindet sich auf 18,5 Metern Höhe.
Der Haupteingang befand sich – noch heute äußerlich gut erkennbar – auf der dem Bahnbetriebswerk zugewandten Seite des Gebäudes und wurde mittlerweile zugemauert. Ursprünglich war das Innere des Turmschafts ungenutzt. Eine der Außenmauer folgende Wendeltreppe führte hinauf auf eine Zwischenebene. Von dort führte ein senkrechter Schacht mit innenliegender Leiter durch den Kugelbehälter nach oben auf eine Wartungsplattform. Der außen liegende, umlaufende Wartungssteg ist über eine beweglich gelagerte Leiter erreichbar, die um den kompletten Turm geschwenkt werden konnte.

## Nutzungsgeschichte
Zur Füllung des Turms wurde Wasser aus der nahe gelegenen Jagst gepumpt. Nach Auseinandersetzungen mit der Crailsheimer Herrenmühle durften dem Fluss schließlich bis zu 25 Liter pro Sekunde entnommen werden. 1944 wurden täglich fast 1900 Kubikmeter verbraucht. Noch um 1960 wurden zu Spitzenzeiten zwischen 60 und 70 Lokomotiven täglich mit zusammen 1200 bis 1400 Kubikmeter Wasser versorgt.
Regelmäßig wurde bei geleertem Tank der Behälterboden von Ablagerungen wie Kalk, Schlacke und sonstigen Sedimenten befreit.
Mit dem Ende der Dampftraktion bei der Deutschen Bundesbahn und der Außerdienststellung der letzten in Crailsheim stationierten Dampflokomotive am 30. Mai 1976 verlor der Wasserturm seine Daseinsberechtigung. Im Zuge des Rückbaus des Bahnbetriebswerks Crailsheim Ende der 1970er Jahre sollte zunächst auch der Wasserturm abgebrochen werden, konkrete Pläne dazu bestanden bereits. „In letzter Minute“ stellte das zuständige Denkmalamt den Turm 1978 unter Denkmalschutz.
In den 1980er Jahren wurde der Turm gastronomisch umgenutzt. Hierzu wurde ein flachgedeckter eingeschossiger Anbau mit Sanitärbereich, Küche und dem neuen Haupteingang errichtet. Im Inneren wurden zwei Zwischendecken eingezogen; das erste Obergeschoss ist dabei als Galerie ausgeführt und ermöglicht den Blick auf die Bar. Außerdem wurde eine Heizungs- sowie eine Lüftungsanlage eingebaut. Die drei Ebenen sind durch Wendeltreppen verbunden.
Zunächst eröffnete hier die Kneipe Wasserturm samt Kunstgalerie, wo ehemalige Schnellzugsitze samt Gepäckablage besonderes Flair verbreiteten.
Seit den 2000er Jahren wurde der Wasserturm nach umfangreichen Renovierungen als Bistro – Café – Bar Wasserturm Crailsheim geführt. Angeboten wurden hausgemachte Pizzen, Snacks, Getränke und Cocktails. Im Sommer wurde das großzügige Gelände um den Wasserturm als Biergarten genutzt. Zu besonderen Anlässen fanden hier auch Sportübertragungen und Live-Musik statt. Zur 100-Jahr-Feier wurde im Sommer 2012 ein dreitägiges Jubiläumsfest veranstaltet. 2022 musste die Gaststätte schließen, da der Pachtvertrag seitens des neuen Eigentümers nicht verlängert wurde.
Der in Privatbesitz befindliche Wasserturm wechselte zuletzt 2017 für mehr als 200.000 Euro den Besitzer. Wie der Turm zukünftig genutzt werden soll, wurde noch nicht bekannt gegeben.
An der Bausubstanz, insbesondere am stählernen Behälter, sind erhebliche Instandsetzungsarbeiten erforderlich. Der Behälter ist stark verrostet und weist in Teilen bereits Löcher auf. Ein durch die Stadt Crailsheim in Auftrag gegebenes Gutachten kommt zu dem Schluss, dass Investitionen in Höhe von 230.000 bis 250.000 € erforderlich sind. Eine umfassende Sanierung war zunächst für 2018 angekündigt, wurde jedoch, Stand Februar 2023, noch nicht begonnen.